# Aventiurehafte Dietrichepik

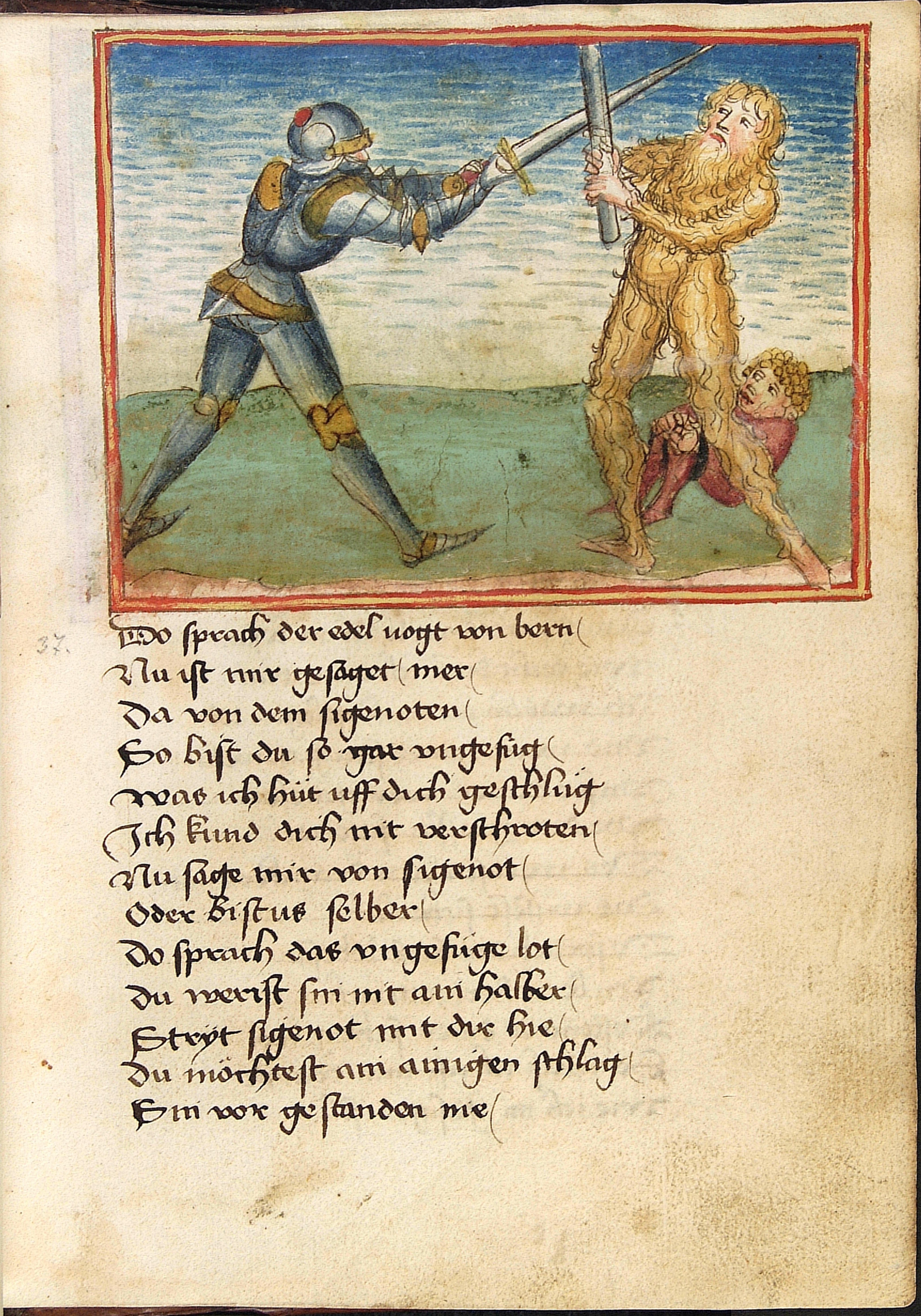
Cod. Pal. germ. 67, Blatt 19r: Sigenot – Dietrichs Kampf mit dem wilden Mann, am Boden gefesselt der Zwerg Baldung (Bild 8 von 14 dieser Kampfdarstellung)

Unter aventiurehafter Dietrichepik versteht man in der mediävistischen Literaturwissenschaft eine Gruppe von heldenepischen Dichtungen um die Gestalt des Dietrich von Bern, die nicht mehr direkt aus historischen Ereignissen abzuleiten bzw. nur noch pseudogeschichtlichen Ursprungs sind.
Gewöhnlich werden dem Subgenre die Epen Eckenlied, Goldemar, Laurin, Sigenot, Virginal und Wunderer zugerechnet. Kennzeichnend für diese Textgruppe ist ihre Entwicklung in ständiger Auseinandersetzung mit dem höfischen Roman. Da als Widersacher Dietrichs zumeist übernatürliche Wesen wie Riesen, Drachen oder Zwerge figurieren, werden die Dichtungen zuweilen auch unter dem Begriff märchenhafte Dietrichepik zusammengefasst (Wisniewski). Allerdings scheint das Gros der Forschung den auf die Struktur abzielenden Begriff „aventiurehaft“ zu präferieren, so Heinzle, Francis B. Brévart oder de Boor.
Abgesehen vom Eckenlied sind die Texte allesamt wohl in oder nach der zweiten Hälfte des 13. Jahrhunderts entstanden. Mit Albrecht von Kemenaten für den Goldemar wird ein Verfasser der sonst üblicherweise anonymen Dichtungen fassbar.

## Forschungsliteratur
- Joachim Heinzle: Einführung in die mittelhochdeutsche Dietrichepik. Berlin, New York 1999.
- Roswitha Wisniewski: Mittelalterliche Dietrich-Dichtung. Stuttgart 1986.